# 284
| [ Edytuj tabelę ] |                                                           |
| Król Aksum        | - 270 Endubis 300                                         |
| Cesarz Chin       | - 265 Sima Yan 290                                        |
| Władca Korei      | - 270 Sŏch’ŏn 292                                         |
| Papież            | - 283 Kajus 296                                           |
| Król Persji       | - 276 Bahram II 293                                       |
| Cesarz Rzymu      | - 283 Numerian 284 - 283 Karynus 285 - 284 Dioklecjan 305 |

Rok 284 / CCLXXXIV
stulecia: II wiek ~
III wiek ~
IV wiek

lata: 274 «
279 «
280 «
281 «
282 «
283 «
284
» 285
» 286
» 287
» 288
» 289
» 294

## Wydarzenia
- 29 sierpnia – od tego dnia liczy lata Koptyjski Kościół Ortodoksyjny (Era Męczenników).
- jesienią – Numerian zmarł w niejasnych okolicznościach pod Nikomedią, być może zabity.
- 20 listopada – Dioklecjan został cesarzem rzymskim. Rozpoczął okres reform, których rezultatem było zażegnanie kryzysu III wieku w Cesarstwie Rzymskim i początek dominatu.
- Powstanie ludności wiejskiej (bagaudów) w Galii.
- Zagrożenie rejonów nad Renem przez Franków i Alamanów.

## Urodzili się
- Jin Huaidi, cesarz chiński (zm. 313).

## Zmarli
- Domecjusz, biskup Bizancjum.
- Maksymilian z Celei, biskup i męczennik (lub 288).
- Nigrinian, syn cesarza Karynusa.
- Numerian, cesarz rzymski (ur. ≈260).